# Pehr Pehrsson (träsnidare)
Pehr Pehrsson även känd som Pehr Pehrsson i Käxed, född troligen 1733 i Vibyggerå socken, Ångermanland, död 1814 i Vibyggerå socken, var en svensk träsnidare och bygdesnickare.
Han var son till Pehr Pehrsson och hans hustru Kerstin och från 1760 gift med Anna Ersdotter. Pehrsson som hade sin verksamhet förlagd i Käxed utförde ett stort antal arbeten på Vibyggerå gamla kyrka och i Nordingrå kyrka samt i traktens gårdar. Han arbetade ursprungligen i en karakteristisk folklig blandning av renässans- och barockstil där han infogat drag från medeltiden. Hans verksamhetsperiod var samtida med rokokon och från 1780-talet tog han intryck ifrån den stilen och införde dess asymmetriska dekorationsformer i sitt snideri. Han var en mästerlig träsnidare och arbetade ofta med en stark reliefverkan i sina kompositioner.